# Iridopsis transvisata
Iridopsis transvisata là một loài bướm đêm trong họ Geometridae.